# Parafia Zaśnięcia Najświętszej Maryi Panny w Koszalinie
Parafia Zaśnięcia Przenajświętszej Bogurodzicy – parafia prawosławna w Koszalinie, w dekanacie Koszalin diecezji wrocławsko-szczecińskiej.
Na terenie parafii funkcjonuje 1 cerkiew:
- cerkiew Zaśnięcia Najświętszej Maryi Panny w Koszalinie – parafialna

## Historia
Parafia powstała 1 sierpnia 1954 r. Od początku użytkowuje XIII-wieczny kościół, który dostosowano do potrzeb liturgii prawosławnej (m.in. w 1955 r. świątynię wyposażono w ikonostas). Początkowo wspólnota liczyła około 50 rodzin; w 2013 r. do parafii należało ponad 100 rodzin.

## Wykaz proboszczów
- 1954–1961 – ks. Dymitr Doroszkiewicz
- 1961–1963 – ks. Mikołaj Turowski
- 1963–1965 – ks. Mikołaj Leszczyński
- 1965–1966 – o. ihumen Aleksy (Jaroszuk)
- 1966–1967 – ks. Sergiusz Kosacki
- 1967–1970 – ks. Jakub Solar
- 1970–1971 – ks. Włodzimierz Sawczuk
- 1973–1977 – ks. Jerzy Doroszkiewicz
- 1977–1981 – ks. Michał Szlaga
- 1981–1987 – ks. Jan Krzemiński
- od 1987 – ks. Mikołaj Lewczuk